# Капустинська сільська рада (Липоводолинський район)
Капу́стинська сільська́ ра́да — колишній орган місцевого самоврядування в Липоводолинському районі Сумської області. Адміністративний центр — село Капустинці.

## Загальні відомості
- Населення ради: 1 209 осіб (станом на 2001 рік)

## Населені пункти
Сільській раді були підпорядковані населені пункти:
- с. Капустинці
- с. Гришки
- с. Клюси
- с. Тарасенки

## Склад ради
Рада складалася з 12 депутатів та голови.
- Голова ради: Шульга Віра Іванівна
- Секретар ради: Валюх Оксана Володимирівна

### Керівний склад попередніх скликань
| Прізвище, ім'я, по батькові | Основні відомості                                                                    | Дата обрання | Дата звільнення |
| --------------------------- | ------------------------------------------------------------------------------------ | ------------ | --------------- |
| Шульга Віра Іванівна        | Сільський голова, 1960 року народження, освіта вища                                  | 26.03.2006   | 31.10.2010      |
| Шульга Віра Іванівна        | Сільський голова, 1960 року народження, освіта вища, Політична партія «Наша Україна» | 31.10.2010   |                 |

Примітка: таблиця складена за даними сайту Верховної Ради України